# 呂号第五十九潜水艦
|          |                                                                |
| 艦歴     |                                                                |
| 計画     | 大正7年度計画                                                  |
| 起工     | 1921年5月18日                                                  |
| 進水     | 1922年6月28日                                                  |
| 就役     | 1923年3月20日                                                  |
| 除籍     | 1945年11月20日                                                 |
| その後   | 1945年5月1日予備艦 1946年5月米軍により海没処分                 |
| 性能諸元 |                                                                |
| 排水量   | 基準：889トン 常備：920.1トン 水中：1,102.7トン                |
| 全長     | 72.72m                                                         |
| 全幅     | 7.16m                                                          |
| 吃水     | 3.96m                                                          |
| 機関     | ヴィッカース式ディーゼル2基2軸 水上：2,400馬力 水中：1,600馬力 |
| 速力     | 水上：17.1kt 水中：9.1kt                                       |
| 航続距離 | 水上：10ktで5,500海里                                          |
| 燃料     | 重油：98トン                                                   |
| 乗員     | 46名                                                           |
| 兵装     | 短8cm高角砲1門 53cm魚雷発射管 艦首4門 魚雷8本                  |
| 備考     | 安全潜航深度：60m                                              |

呂号第五十九潜水艦（ろごうだいごじゅうくせんすいかん）は、日本海軍の潜水艦。呂五十七型潜水艦（L3型）の3番艦。竣工時の艦名は第五十七潜水艦。

## 艦歴
1921年（大正10年）5月18日、三菱神戸造船所で起工。1922年（大正11年）6月28日進水。1923年（大正12年）3月20日竣工。竣工時の艦名は第五十七潜水艦、二等潜水艦に類別。 1924年（大正13年）11月1日、呂号第五十九潜水艦に改称。1938年（昭和13年）6月1日、艦型名を呂五十七型に改正。
太平洋戦争では艦齢延長工事を実施し、呉防備隊に配属。日本近海の作戦に従事。終戦時、大竹の海軍潜水学校で訓練艦。1945年（昭和20年）11月20日除籍。1946年（昭和21年）5月、伊予灘で米軍により海没処分。

## 歴代艦長
※艦長等は『日本海軍史』第9巻・第10巻の「将官履歴」及び『官報』に基づく。

### 艤装員長
- （心得）古宇田武郎 大尉：1922年12月1日 - 1923年3月20日

### 艦長
- （心得）古宇田武郎 大尉：1923年3月20日 - 1923年5月15日
- （心得）醍醐忠重 大尉：1923年5月15日 - 1924年5月10日
- （心得）八代祐吉 大尉：1924年5月10日 - 1924年10月20日
- 石崎昇 大尉：1924年10月20日[8] - 1926年12月1日
- 駒沢克己 少佐：1926年12月1日 - 1928年12月10日
- （兼）阿部信夫 少佐：1928年12月10日[9] - 1929年11月1日[10]
- 貴島盛次 少佐：1929年11月1日[10] - 1930年6月3日[11]
- （兼）佐藤寅治郎 少佐：1930年6月3日[11] - 1930年6月30日
- 今里博 少佐：1930年6月30日 - 1931年7月5日
- 大山豊次郎 大尉：1931年7月5日[12] - 1931年12月1日[13]
- 太田信之輔 少佐：1931年12月1日 - 1932年8月24日
- 大山豊次郎 少佐：1932年8月24日[14] - 1933年11月15日[15]
- （兼）藤井明義 少佐：1933年11月15日 - 1933年12月1日
- 鳥居威美 少佐：1933年12月1日[16] - 1934年8月15日[17]
- （兼）原田覚 中佐：1934年8月15日 - 1934年10月22日
- 山本皓 大尉：1934年10月22日[18] - 1935年10月31日[19]
- （兼）七字恒雄 少佐：1935年10月31日[19] - 1935年11月15日[20]
- （兼）小泉騏一 少佐：1935年11月15日[20] - 1936年2月15日[21]
- （兼）稲田洋 大尉：1936年2月15日[21] - 1936年12月1日[22]
- （兼）田上明次 少佐：1938年11月1日[23] - 1938年12月15日[24]
- 木梨鷹一 少佐：1938年12月15日 -  1940年3月20日
- 川崎陸郎 少佐：1940年3月20日[25] - 1940年10月15日[26]
- 中島清次 少佐：1940年10月15日[26] - 1941年1月31日[27]
- 田岡清 少佐：1941年1月31日[27] - 1941年3月4日[28]
- （兼）岩上英寿 中佐：1941年3月4日 - 1941年4月28日
- 長谷川晙 少佐：1941年4月28日[29] - 1941年10月31日[30]
- 田辺弥八 少佐：1941年10月31日[30] - 1942年1月31日[31]
- 中井誠 少佐：1942年1月31日[31] -
- （兼）楢原省吾 中佐：1942年8月26日 - 1942年10月15日